# فريدي وليامز الثاني
فريدي وليامز الثاني (بالإنجليزية: Freddie Williams II)‏ هو فنان قصص مصورة أمريكي، ولد في 30 مايو 1977 في كانساس سيتي في الولايات المتحدة.

## وصلات خارجية
- الموقع الرسمي
- فريدي وليامز الثاني على موقع IMDb (الإنجليزية)
- فريدي وليامز الثاني على موقع قاعدة بيانات الفيلم (الإنجليزية)